# ジレラ・フォコ
フォコ (Fuoco ) は、イタリアのオートバイメーカー、ジレラから発売されている前二輪・後一輪のトライクである。

## 概要
2007年にピアッジオ・MP3を上回る500ccの排気量としてミラノショーにて発表される。リアホイールも14インチと格段に大きい。
2007年後半に日本でも「500ie」が発売される。日本では普通自動車・中型自動車免許で乗ることができ、維持費が普通の二輪車と同等という特性を持ち、注目を浴びていたが、原付を含む二輪車経験のないものによる転倒、他車や障害物との衝突による重傷や死亡事故が問題となってきたため2009年9月1日より道路交通法施行規則の一部改正により左右の間隔が460mm未満であるなどの一定の構造を有するトライクは特定二輪車と見なされる。そのため、当車両も出荷時状態では特定二輪車とみなされる。
操作性には一般的なオートバイとは大分異なる。ハンドル右手側にスライドスイッチがあって、このスイッチを操作することによって前輪の傾きをロックすることが出来る。つまり装備されたセンタースタンドを使わなくても信号待ちなどで自立する。走行中にロックされると危ないので、「アクセルOFF」「エンジン回転数2000rpm以下」「時速20km/h以下」の条件が整うと、メーター部中央のイエローランプが点滅する。このランプが点滅している間は前述のスイッチを使ってロックする事が可能。少し運転に慣れてきたら、信号で停まる際に脚をつけずに停車、青信号でスロットルを開いて自然に発進することが出来るようになる。
タイヤの交換タイミングは約8,000キロ。国内ではグッドイヤーやピレリの商品が手に入れやすい（速度記号を気にしなければ国内メーカー製等も使用可能）。前輪はボルトを外すだけで簡単に交換作業を進める事ができるが、後輪はアクセスが悪く手間がかかる。また前輪をロックし自立した状態で、押し歩きなどをしている時に転倒させやすく、またがっての走行中より、駐輪場で押し歩く時に気をつける必要がある。